# Las Coloradas (España)
Las Coloradas es un núcleo de población español de la localidad de Playa Blanca, perteneciente al municipio de Yaiza, que está situado en la isla de Lanzarote, en la provincia de Las Palmas, dentro de la comunidad autónoma de Canarias. En 2022, tenía empadronados 448 habitantes.